# 12118 Міротсин
12118 Міротсин (12118 Mirotsin) — астероїд головного поясу, відкритий 13 липня 1999 року.
Тіссеранів параметр щодо Юпітера — 3,595.